# Амазено
Амазѐно (на италиански: Amaseno, на местен диалект Masèna, Мазена) е малко градче и община в Централна Италия, провинция Фрозиноне, регион Лацио. Разположено е на 112 m надморска височина. Населението на общината е 4314 души (към 2010 г.).